# Tentative d'assassinat de Ronald Reagan
Vous lisez un « article de qualité » labellisé en 2018.
La tentative d'assassinat de Ronald Reagan se déroule le 30 mars 1981 à l'issue d'une allocution devant l'AFL-CIO à l'hôtel Hilton de Washington. Le quarantième président des États-Unis est visé seulement soixante-neuf jours après le début de sa présidence. Un homme s'extrait de la foule saluée par le président sur lequel il tire les six balles du barillet de son revolver. Quatre d'entre elles font des victimes : le porte-parole de la Maison-Blanche James Brady, le policier Thomas Delahanty, le garde du corps Tim McCarthy et le président, touché par la dernière. Si personne n'est tué le jour de l'attentat, James Brady meurt des suites de ses blessures 33 ans plus tard, en 2014.
Atteint au flanc gauche, le président Reagan subit une perforation du poumon et des hémorragies internes mais il récupère rapidement grâce à une prise en charge médicale efficace. Tandis qu'on l'opère à l'hôpital universitaire George Washington, il n'est fait aucune évocation formelle de la succession présidentielle.
Interpellé dans les secondes suivant la fusillade, John Warnock Hinckley, Jr. est identifié comme l'unique tireur. L'enquête policière révèle que le jeune homme, issu d'une famille aisée, est atteint de troubles mentaux : solitaire, il est obsédé par l'héroïne du film Taxi Driver, l'actrice Jodie Foster, qu'il souhaite séduire au moyen d'un acte qu'il veut historique. Le procès confirme la préméditation mais Hinckley est déclaré non coupable pour cause d'aliénation mentale en juin 1982. Le verdict entraîne de nombreuses réactions négatives et, parmi d'autres conséquences, une loi votée en 1984 inverse la charge de la preuve dans les cas de défense fondée sur les troubles mentaux. Immédiatement interné dans un établissement psychiatrique, Hinckley y reste jusqu'en 2016.
Ronald Reagan sort grandi de cet événement, qui lui offre une nouvelle image publique d'homme fort. Son programme économique est mieux accepté par la population et un lien se crée entre le président et une large majorité de la population américaine. La sécurité des présidents américains est ensuite repensée. Le contrôle des armes à feu est également renforcé par la loi Brady signée en 1993 par le président Bill Clinton.

## Contexte

### Élection et investiture de Reagan

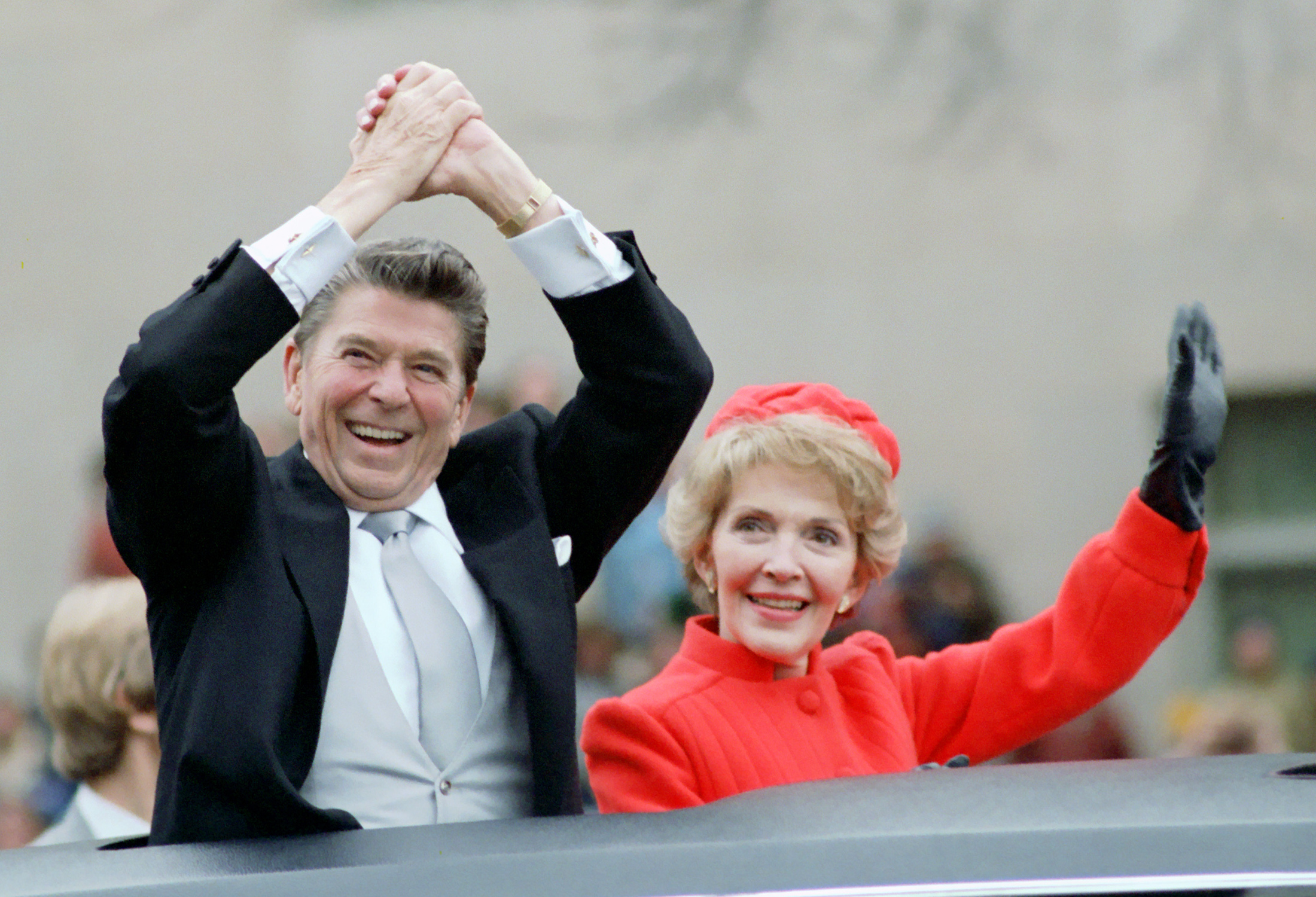
Ronald et Nancy Reagan remontent Pennsylvania Avenue le 20 janvier 1981 lors de l'investiture du des États-Unis.

En 1979, Jimmy Carter, le président sortant, est impopulaire et se présente à l'élection de 1980 avec une image de dirigeant qualifié de « faible ». En effet, la fin de son mandat est marquée par les conséquences économiques du deuxième choc pétrolier ainsi que par plusieurs crises politiques : crise des otages américains en Iran, intervention soviétique en Afghanistan, accident nucléaire de Three Mile Island, ou encore sa mésaventure avec un lapin qui le tourne en ridicule,,,.
Face à lui, le parti républicain investit comme candidat Ronald Reagan, ancien gouverneur de Californie et préféré à George H. W. Bush,,. Après avoir essuyé deux échecs en 1968 et 1976, Reagan obtient en effet la nomination républicaine à sa troisième tentative. Ancienne vedette de cinéma, admirateur de Franklin Roosevelt, initialement affilié au Parti démocrate, Ronald Reagan évolue jusqu'à devenir un fervent républicain. Il lance sa carrière politique en 1964 en annonçant son soutien au candidat ultra-conservateur Barry Goldwater. En 1966, il devient gouverneur de Californie, poste qu'il occupe huit ans. Il y fait ses preuves en résistant à de grandes manifestations étudiantes contre la guerre du Viêt Nam ; il parvient à équilibrer le budget de l'État et signe une loi pour autoriser l'avortement si la mère est en danger de mort. Il balaie avec humour les critiques sur son âge et impose grâce à son charisme un programme libéral fondé sur d'importantes baisses d'impôts, notamment sur le travail, sur une limitation de l'intervention de l'État et sur un renforcement de la puissance militaire du pays. L'élection prend l'allure d'un plébiscite : Reagan l'emporte avec plus de huit millions de voix d'avance sur son adversaire et un collège électoral composé de 489 grands électeurs contre 49. Il devient à cette occasion l'homme le plus âgé à être élu à la présidence des États-Unis, à l'âge de 69 ans,.
Le 20 janvier 1981, quelques minutes après son discours d'investiture, les autorités iraniennes libèrent les otages américains retenus en Iran, soulevant l'hypothèse d'un accord secret entre Reagan et les Iraniens. Reagan hérite d'une situation économique difficile avec une longue stagflation alors que l'Union soviétique semble en plein développement avec sa stratégie d'expansionnisme. Pour répondre à cette situation, Reagan fait une intervention télévisée le 5 février,,,. Dans les jours qui suivent, il augmente la limite de la dette du gouvernement fédéral puis le budget de l'armée. Sa politique internationale est marquée par le souhait de pouvoir s'impliquer dans de nouveaux pays comme l'Argentine ou l'Angola et la gestion de l'implication des États-Unis dans la guerre civile du Salvador. Le début de son mandat est également marqué par une lutte de pouvoir au sein du gouvernement, le secrétaire d'État Alexander Haig souhaitant dès le jour d'investiture diriger la politique étrangère et la cellule de crise de la Maison-Blanche, ce qui lui est refusé,.

### Historique meurtrier et dangers de la présidence
Jusqu'alors, huit présidents des États-Unis ont déjà subi un attentat par armes à feu, ce qui en fait la principale menace qui pèse sur les chefs de l'État américains. Quatre d'entre eux — Andrew Jackson (le premier à subir une telle attaque, le 30 janvier 1835,), Theodore Roosevelt, Franklin Roosevelt ou encore Harry Truman, — en ont réchappé, mais quatre autres — Abraham Lincoln, James A. Garfield, William McKinley et John F. Kennedy — sont morts sous les balles,. Par ailleurs Richard Nixon, a été la cible d'Arthur Herman Bremer ; Gerald Ford a aussi été visé à Sacramento puis à San Francisco en 1975. Certains observateurs ont même relevé qu'avant Reagan, tous les présidents américains élus lors d'une année divisible par 20 sont morts avant la fin de leur mandat : ils évoquent à ce sujet la « malédiction de Tecumseh ».
Dans le domaine de la politique américaine, les présidents ne sont pas les seules victimes d'assassinats : en avril 1968, le pasteur Martin Luther King est assassiné, puis en juin, c'est au tour de Robert F. Kennedy. Ces crimes poussent le Sénat à adopter à la fin de l'année 1968 une loi de contrôle de la circulation des armes à feu : il s'agit du Gun Control Act. En décembre 1980, le musicien John Lennon est tué par balles par Mark David Chapman à l'entrée du bâtiment de New York dans lequel l'artiste réside avec Yoko Ono. Si chacun de ces homicides soulève l'indignation d'une partie du public qui exige un meilleur contrôle des armes à feu, chaque débat fait également grandir la puissance et le nombre de membres de la National Rifle Association of America (NRA) qui milite pour une grande liberté d'usage et de circulation de ces armes.
Cette violence politique a un impact sur Ronald Reagan : au même titre que de nombreux autres personnages politiques de haut rang à la suite de l'assassinat de John F. Kennedy en 1963, il se voit assigner une protection du Secret Service lorsqu'il devient gouverneur de Californie en 1967. De fait, quelques semaines plus tard, l'agent qui assure sa protection surprend deux hommes en train de tenter de poser une bombe près de son domicile de Sacramento.
Le 21 mars 1981, quelques jours avant l'attentat, le couple présidentiel visite le théâtre Ford dans le cadre d'une levée de fonds pour la conservation du bâtiment ; or il s'agit du lieu où Abraham Lincoln a été assassiné par John Wilkes Booth en 1865. En 1990, Reagan évoque cette visite dans son autobiographie An American Life : « J'ai jeté un regard à la loge présidentielle au-dessus de la tribune où Abe Lincoln était assis la nuit où il a été tué et j'ai éprouvé une étrange sensation [...] J'ai pensé que même avec toute la protection du Secret Service que nous avions alors, il serait toujours possible pour quelqu'un qui était suffisamment déterminé d'arriver assez près du président pour lui tirer dessus. »,.

## Chronologie de la tentative d'assassinat

### Discours présidentiel à l'hôtel Hilton de Washington

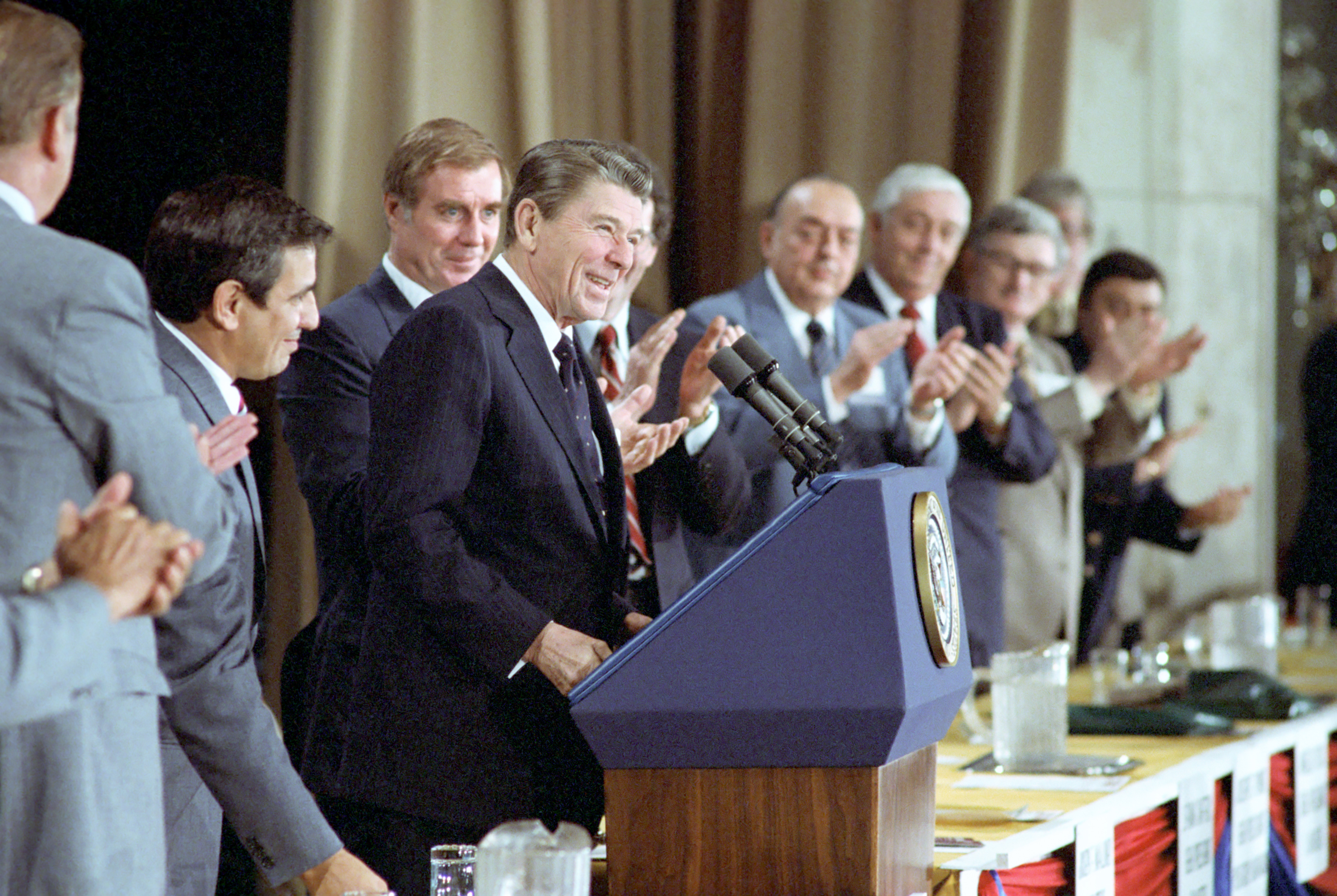
Ronald Reagan lors de son discours devant l'AFL-CIO le 30 mars 1981.

Vers 14 h le lundi 30 mars 1981, le président Ronald Reagan entre dans l'hôtel Hilton de Washington pour y effectuer un discours dans la salle de réception devant les représentants de la construction et du bâtiment du principal regroupement syndical des États-Unis, l'AFL-CIO. Différents membres de la Maison-Blanche et particulièrement le secrétaire au Travail Raymond Donovan ont en effet demandé au président d'accepter l'invitation du syndicat pour renforcer l'attrait des cols bleus en vue de la campagne de réélection de 1984. Néanmoins, en tant que membre du Parti républicain et en libéral économique convaincu, Reagan est un adversaire politique des syndicats. Ainsi, au cours du trajet allant de la Maison-Blanche à l'hôtel Washington, Donovan, ayant discouru sans convaincre quelques heures plus tôt, anticipe un accueil difficile.

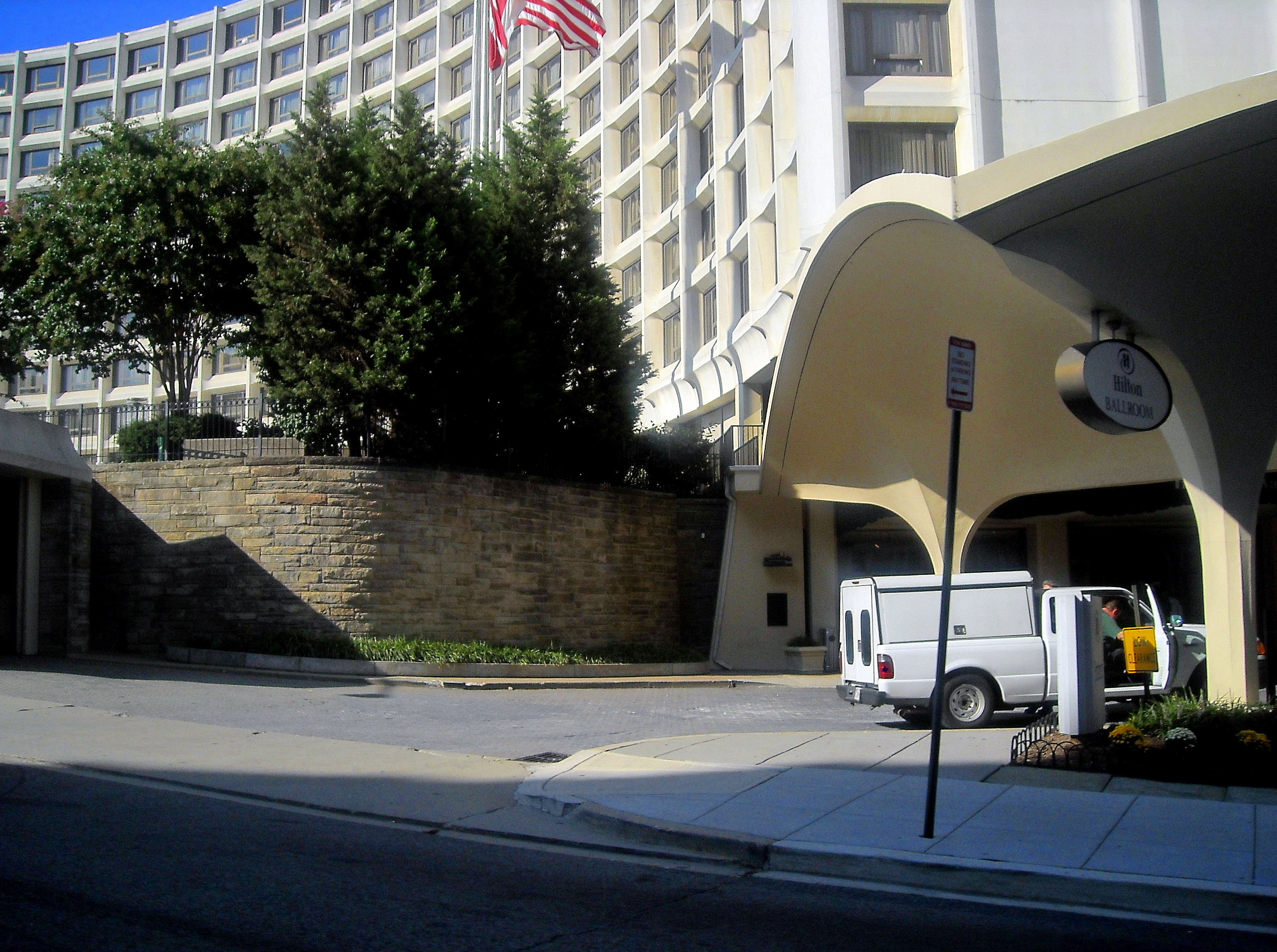
À gauche de l'image, la sortie présidentielle de l'hôtel Hilton de Washington. Le cortège présidentiel attend Ronald Reagan quelques mètres devant le porche.

Avant d'entrer en scène, Reagan enlève l'une de ses lentilles de contact : ce stratagème lui permet de lire son discours d'un œil tout en observant la foule de l'autre. Le président monte à la tribune au son de la marche Hail to the Chief et passe derrière la table où sont présents les principaux représentants du syndicat,. Dans son discours, Reagan insiste sur le fait qu'il est le premier président à avoir été membre de l'AFL-CIO puisqu'il a été président du syndicat professionnel des acteurs et figurants de 1947 à 1952. Avec optimisme et patriotisme, il demande à son audience de la patience et de l'unité : 

« Notre destin n'est pas une fatalité. C'est notre choix. Et je vous demande comme je le demande à tous les Américains, dans ces mois de choix, de me rejoindre dans cette nouvelle voie que nous prenons. Vous et vos ancêtres ont construit notre pays. Aujourd'hui, veuillez nous aider à le reconstruire, et ensemble nous rendrons sa grandeur à l'Amérique,. »

 Même si la foule se lève pour l'applaudir poliment à 14 h 24,, son discours reçoit un accueil morose, les coupes budgétaires décidées et défendues à la tribune par le président mettent directement en danger les emplois de ses auditeurs. Néanmoins, personne n'ose le chahuter ou le huer. Après avoir serré quelques mains, Reagan quitte les lieux par l'entrée VIP entouré de sa garde rapprochée.

### Fusillade
En cet après-midi chaud et pluvieux, le cortège présidentiel attend le président à une quinzaine de pas de la sortie de l'hôtel, : quelques minutes avant l'arrivée de Reagan, et suivant la procédure, le chauffeur Drew Unrue gare la limousine du président à son emplacement habituel. Il s'agit d'une Lincoln Continental de 1972 noire, équipée de vitres pare-balles, blindée, qui pèse 6,5 tonnes. Difficile à manœuvrer, le véhicule doit être positionné par son conducteur en retrait de la sortie. Le Secret Service connaît le Hilton de Washington pour y avoir organisé plus de cent visites présidentielles : il sait que le président est exposé entre la sortie de l'immeuble et la voiture. Néanmoins, la distance est si courte qu'il est jugé inutile que le président porte un gilet pare-balles contrairement à ce qui se fait habituellement lors de ses sorties publiques.
À 14 h 27, Ronald Reagan sort de l'hôtel Hilton. Souriant, le chef de l'État passe devant la foule qui l'attend et la salue en levant son bras droit. Alors que le journaliste de l'Associated Press Mike Putzel, posté derrière une barrière de protection, s'écrie « Mr. President », un homme sort un revolver Röhm RG-14 de calibre 22 Long Rifle et tire à six reprises en direction du président en 1,7 seconde,,. Le porte-parole de la Maison-Blanche James Brady est sévèrement touché à la tête par la première balle,,, : elle entre par la gauche de son crâne, traverse son cerveau et en sort par la droite,. Le policier Thomas Delahanty est atteint par la deuxième balle alors qu'il se tourne pour protéger le président et crie « Je suis touché ! »,. À ce moment, le tireur a le champ libre pour atteindre Ronald Reagan, mais il rate sa cible sur cette troisième balle qui file au-dessus de la tête du président. L'agent spécial Jerry Parr attrape l'épaule gauche du président avec la main gauche, pose sa main droite sur sa tête et le pousse à l'arrière de la limousine dont la porte arrière est ouverte,. Au quatrième coup de feu, l'agent du Secret Service Tim McCarthy s'interpose entre le tireur et le président : touché à la poitrine, il tombe et se tord de douleur au sol,,,,. La cinquième balle heurte la vitre pare-balles ouverte de la limousine. La sixième et dernière balle ricoche sur la voiture et touche le Président sur son flanc gauche, sous son bras, alors qu'il est poussé vigoureusement dans le véhicule par Jerry Parr. Le tireur continue d'appuyer sur la détente mais le barillet de son revolver est vide.

Tentative d'assassinat du président Ronald Reagan du 30 mars 1981
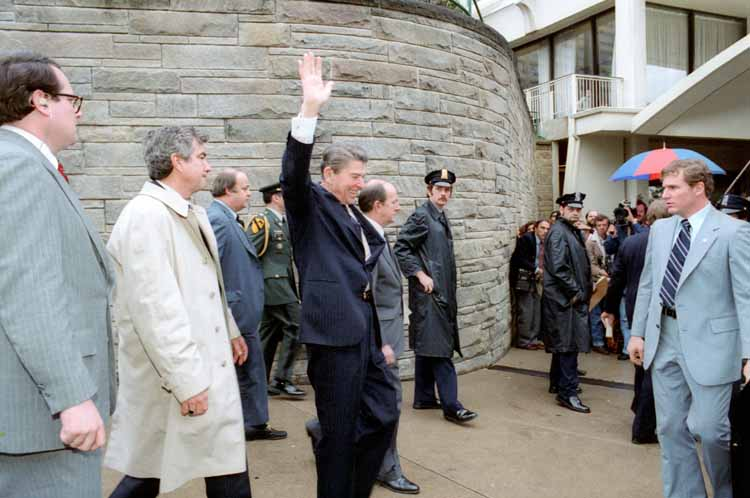
De gauche à droite, l'agent du Secret Service Jerry Parr (portant un trench-coat blanc), le porte-parole de la Maison-Blanche James Brady, le président Ronald Reagan, le chef de cabinet adjoint Michael Deaver, un policier non identifié, le policer Thomas Delahanty, et l'agent du Secret Service Tim McCarthy, qui tient ouverte la portière de la voiture présidentielle. En arrière-plan, une foule de journalistes.
Un homme surgit de la foule et tire à six reprises en direction du président. James Brady et Timothy McCarthy sont au sol, touchés par balle. Le président est immédiatement évacué par voiture. Plusieurs hommes se jettent sur le tireur et l'immobilisent au sol contre le mur.
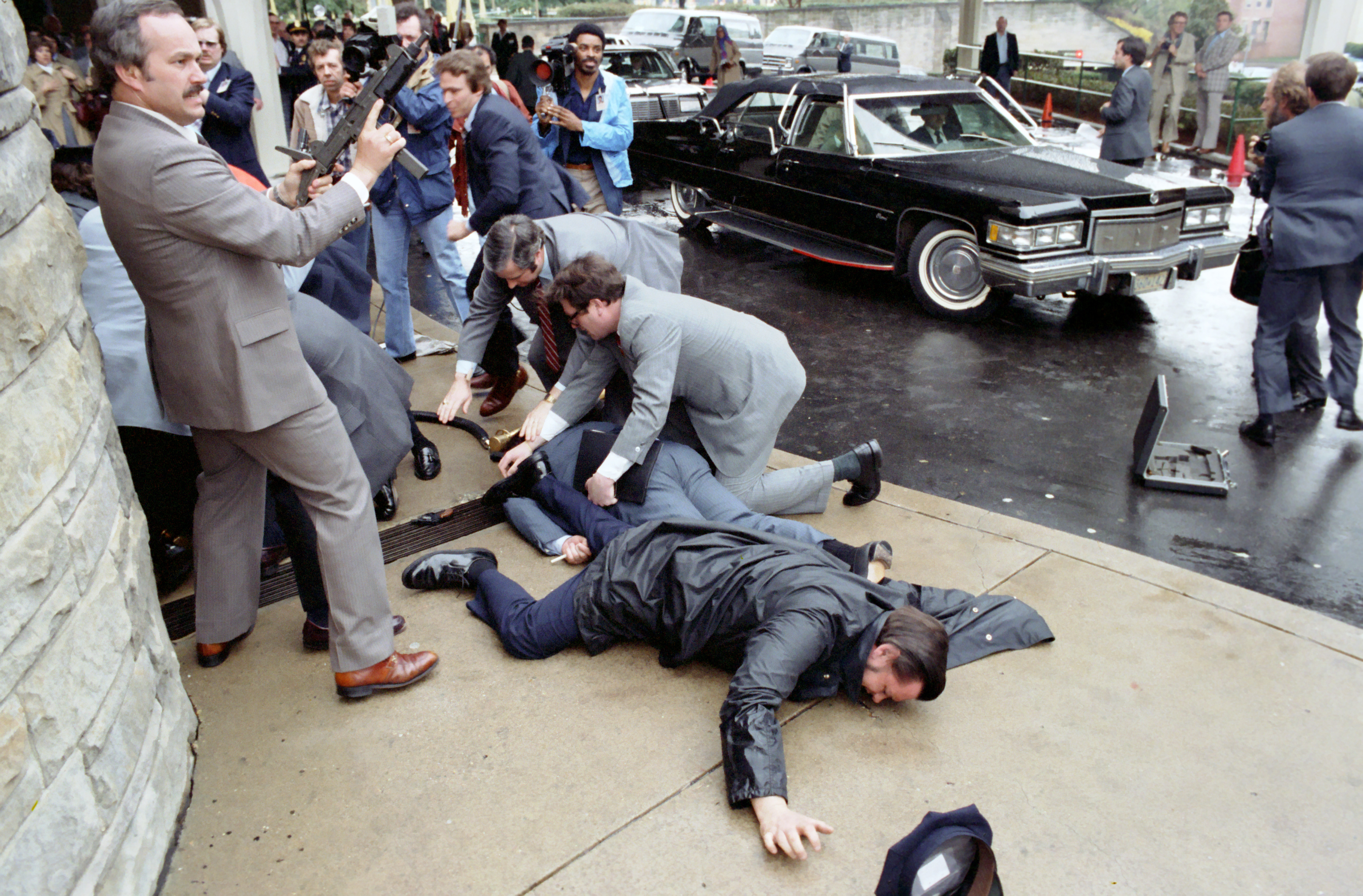
Robert Wanko a sorti l'Uzi de la mallette spéciale, qu'il a laissée ouverte sur la route. Il fait évacuer les lieux pour que l'interpellation du suspect se déroule sans heurt et se tient prêt à tirer au cas où un second tireur arriverait. Au deuxième plan, les médias continuent de filmer la scène.
Interpellé dans les secondes qui suivent la fusillade, le tireur est dirigé vers un premier véhicule de police dont la porte arrière est cassée, obligeant les policiers à se tourner vers un autre véhicule.

Immédiatement après la fusillade, Alfred Antenucci, un dirigeant syndical de Cleveland, est le premier à intervenir : se trouvant à côté du tireur, il le frappe à la tête et le pousse au sol. Un instant plus tard, l'agent Dennis McCarthy plonge sur le tireur à l'instar de plusieurs spectateurs qui commencent à le frapper,. Les policiers lui évitent le même sort que Lee Harvey Oswald. Malgré la cohue et les corps pesant sur le tireur, Dennis McCarthy dégage le suspect et le menotte sans qu'il ne lui résiste. Après avoir sorti l'Uzi conservé dans une mallette en cas d'attaque sur le président, l'agent du Secret Service Robert Wanko crie aux policiers d'emmener immédiatement le suspect dans un véhicule de police. Les policiers se fraient difficilement un chemin parmi la foule jusqu'à la première voiture qui se présente — McCarthy frappe même un homme qui le gêne dans sa progression,. Ils tentent d'en ouvrir la porte arrière mais n'y parviennent pas car la poignée est coincée,. Arrive un second véhicule à bord duquel ils chargent le suspect, : l'agent McCarthy s'engouffre dans le véhicule en compagnie du tireur et de son coéquipier Danny Spriggs. Le suspect est conduit au quartier général de la police de Washington car les civils y sont moins nombreux. Sur la route, le tireur se plaint d'avoir le poignet cassé et demande qu'on lui desserre ses menottes, ce que McCarthy refuse avec virulence : « T'as de la chance que ce soit le seul foutu truc cassé ! »,,.
Sur les lieux de la fusillade, la femme de l'agent Jerry Parr, Carolyn Parr, ajoute au chaos en criant sur la route, car elle pense que son mari est touché et inanimé au sol, : travaillant à proximité de l'hôtel, elle a en effet été invitée par son mari à suivre la sortie du président, et a pu assister à toute la scène,.

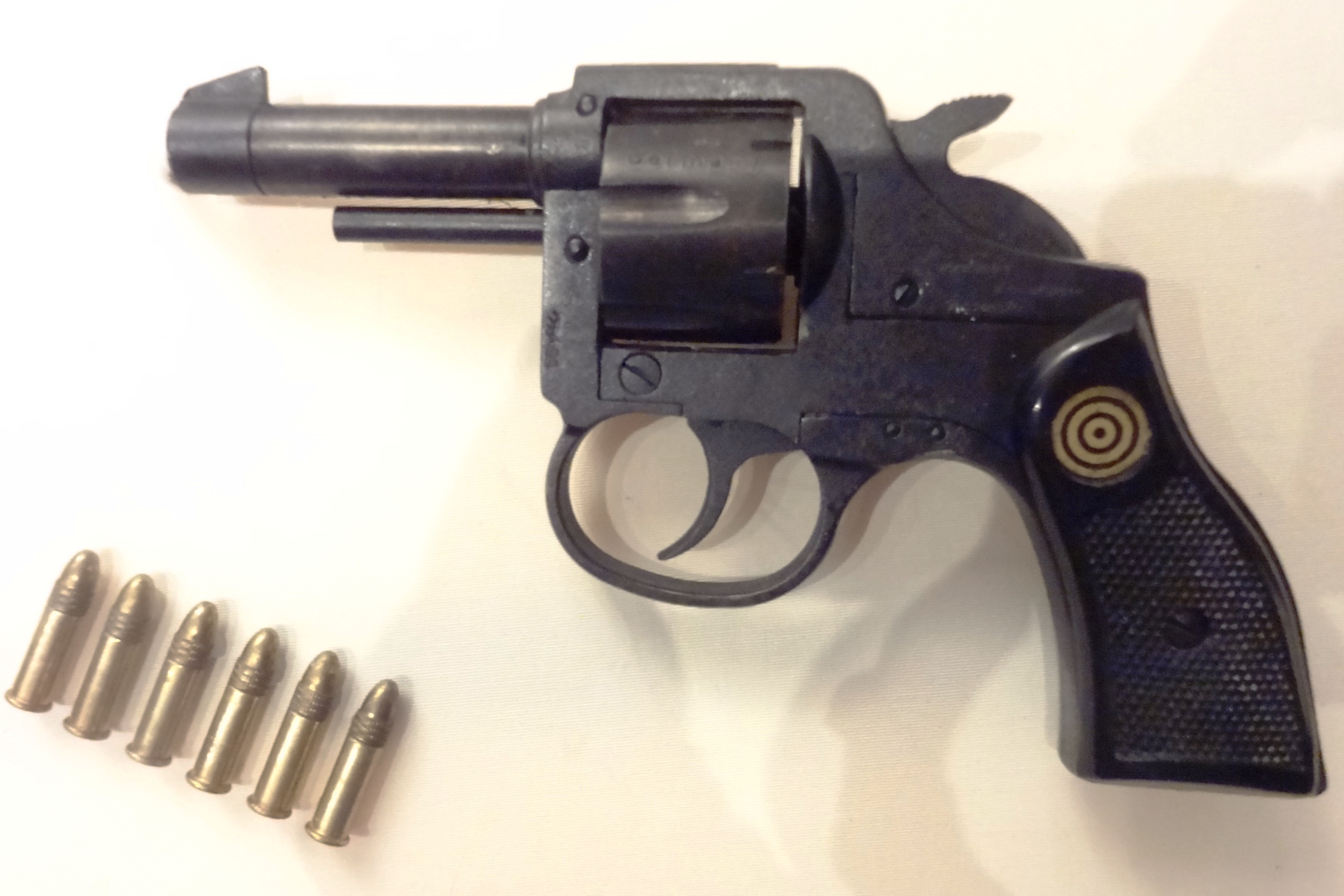
Le revolver Röhm RG-14 utilisé par le tireur pour attenter à la vie de Ronald Reagan le 30 mars 1981.

Arrêté, le suspect est rapidement identifié grâce au permis de conduire et à la carte d'identité que les policiers retrouvent sur lui. Il s'agit de John Warnock Hinckley, Jr., un homme de 25 ans. Il n'est fiché ni sur la liste des 400 assassins potentiels ni sur celle des 25 000 personnes surveillées de près ou de loin par le Secret Service,. Dans les effets personnels saisis sur le tireur, les policiers trouvent également des photos d'une jeune femme, une photo de John Lennon, deux reçus pour l'achat de trois armes à feu, une carte défendant le deuxième amendement, de l'argent et trois cartes de médecins dont un psychologue de Denver.
Seulement 16 minutes après avoir eu connaissance du numéro de série du revolver utilisé, le Bureau of Alcohol, Tobacco, Firearms and Explosives trouve l'acte de vente du calibre d'une boutique de prêt sur gages de Dallas. Aussi connu sous le nom de Saturday Night Special, le Röhm RG-14 est l'un des revolvers que le Congrès des États-Unis souhaitait bannir lors du passage du Gun Control Act de 1968. Envoyé en pièces détachées à Miami, il y a été assemblé, contournant la loi américaine interdisant l'importation des armes de ce type. Cette arme allemande est alors l'une des moins chères du marché. La particularité du revolver est la taille du barillet, seulement 3,55 centimètres, qui limite la vitesse et la force des projectiles. Après analyse balistique, le FBI découvre que le tireur a utilisé des balles explosives appelées Devastators,,, qui sont remplies avec 28 milligrammes d'azoture de plomb, substance censée exploser à l'impact.

### Sauvetage du président

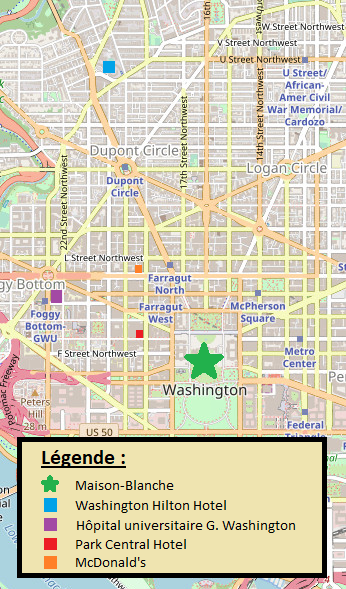
Carte des principaux lieux liés à la tentative d'assassinat de Ronald Reagan.

La limousine présidentielle se dirige vers la Maison-Blanche. Le chauffeur de la Lincoln Continental roule à si vive allure qu'il sème le reste du cortège. À son bord, le président Reagan pense d'abord ne pas avoir été touché,. Assis à ses côtés à l'arrière, l'agent du Secret Service Jerry Parr effectue une rapide vérification et ne constate pas de blessure ; il signale alors à la radio que le président va bien. Néanmoins, quelques instants plus tard, Ronald Reagan se plaint de douleurs au niveau des côtes et de difficultés respiratoires et les justifie dans un premier temps par la violence avec laquelle le garde du corps l'a poussé dans la voiture,. Son visage blêmit puis il crache du sang,. À ce moment, la Lincoln Continental est rejointe par la voiture de secours et plusieurs agents à moto qui ouvrent la route.
Jerry Parr constate que Ronald Reagan a une blessure et tente d'en déterminer la gravité. L'agent a deux options : soit emmener le président à la Maison-Blanche, l'endroit le plus sûr en cas d'attaque organisée ou multiple à son encontre ; soit l'emmener à l'hôpital universitaire George Washington. Voyant le sang s'écouler, il ordonne au convoi de changer de direction et de se rendre à l'hôpital,,,. Gyrophares allumés et sirènes hurlantes, le convoi s'engage sur L Street, Connecticut Avenue, Seventeeth Street puis Pennsylvania Avenue et s'éloigne effectivement de la Maison-Blanche. Une fois sur place, le président ne sort de sa limousine que lorsque deux agents de la voiture suiveuse armés d'Uzis lui ouvrent la porte. Ronald Reagan refuse la main tendue par Jerry Parr pour l'aider à descendre et il entre dans l'hôpital à 14 h 30, soit trois minutes après l'attentat. Il marche sans aide vers l'entrée des urgences entouré de Parr à sa gauche et Shaddick à sa droite.
Alertées sur une ligne de communication directe mise en place en 1971 en cas d'urgence, les infirmières de l'hôpital ont eu deux minutes pour préparer la venue du président et dégager l'entrée des urgences. Une minute plus tard, le téléphone sonne à nouveau pour annoncer l'arrivée de trois autres blessés. À l'accueil des urgences, Reagan s'écroule et est rattrapé par les deux agents qui l'entourent avant que son buste ne touche le sol. Porté par plusieurs agents et membres du service médical, le président est dirigé vers le service de traumatologie où il est posé sur un brancard. Il perd beaucoup de sang et semble être victime d'une crise cardiaque. Le personnel médical le déshabille et le transfuse avec une solution physiologique. Sa pression artérielle systolique est d'environ 60 mmHg : Ronald Reagan est en hypotension,. Souffrant de troubles respiratoires, il est branché à un appareil d'assistance respiratoire. Alors que les infirmières et médecins le tournent sur son flanc droit, le Dr Wesley Price note un impact de balle, immédiatement confirmé par l'interne Drew Scheele, vétéran de la guerre du Viêt Nam,. Le diagnostic effectué, l'équipe médicale pose un drain dans son poumon gauche,. Pour préparer le président à l'opération, Price nettoie la plaie puis lui injecte un anesthésique à proximité de la cinquième côte,.
À 15 h 24, Ronald Reagan entre en salle d'opération après avoir parlé quelques instants à sa femme Nancy et lui avoir dit sur le ton de l'humour : « Chérie, j'ai oublié de me baisser »,,,,,,. Il est opéré par les docteurs Benjamin Aaron et Joseph Giordano,,,. En route sur son brancard vers la salle d'opération, il regarde ses chirurgiens et leur dit : « S'il vous plait, dites-moi que vous êtes républicains ». Le Dr Giordano, démocrate, lui répond : « Monsieur le président, aujourd'hui nous sommes tous des républicains »,,,. L'opération nécessite une incision de 15 centimètres dans la poitrine,. Pour trouver la balle, le Dr Benjamin Aaron utilise un écarteur entre la cinquième et la sixième côte. S'il trouve facilement le trou laissé par l'impact de la balle sur le poumon gauche, il ne voit pas le projectile. À 17 h 25, Aaron glisse alors sa main dans le corps du président, sent la balle et l'extrait délicatement du patient,,,. Même s'il perd beaucoup de sang — jusqu'à 40 % du volume de son corps,, ce qui nécessite la transfusion sanguine de huit poches de sang —, le président Reagan est rapidement mis hors de danger : son cœur n'a pas été touché bien que la balle se soit logée à quelques centimètres,. La fin de l'opération consiste à nettoyer les zones opérées et à recoudre la poitrine du président,. Le Dr David Gens s'occupe des points de suture. Toujours inconscient, Ronald Reagan est dirigé vers la salle de récupération à 18 h 46,,. Malgré les douleurs et la fatigue, il récupère rapidement,. Il ne peut parler car il a été intubé mais écrit un mot sur un papier à une infirmière : « Si j'avais eu autant d'attention à Hollywood, je serais resté là-bas »,,,.

## Acteurs

### Le tireur, John Hinckley, Jr.

#### Identité

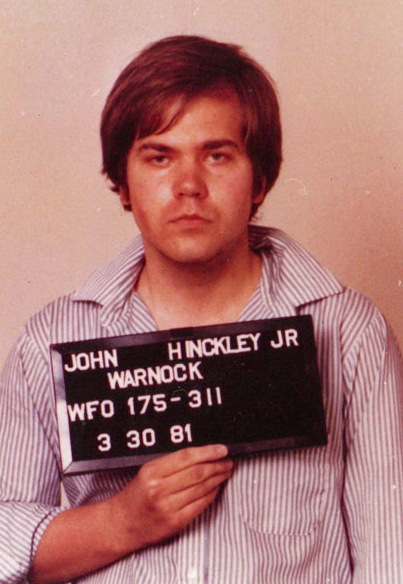
Photographie d'identité judiciaire de John Warnock Hinckley, Jr. prise le jour de la tentative d'assassinat.

Benjamin d'une fratrie de trois enfants, John Warnock Hinckley, Jr. grandit dans une famille aisée. Enfant discret, il habite une luxueuse maison et étudie dans les établissements les plus élitistes de Dallas. Il ne fréquente que rarement l'université et y échoue. Dans l'ombre de son frère et sa sœur, John apprend la guitare et développe un intérêt pour le rock 'n' roll. Il aime écrire des poèmes, des histoires et de la musique. À 20 ans, il part habiter à Los Angeles dans l'espoir d'y devenir auteur-compositeur mais échoue,. Il intègre le Parti nazi américain en 1978 comme « soldat d'assaut », mais son adhésion au parti néo-nazi n'est pas renouvelée l'année suivante du fait de sa « nature violente »,. En 1979, John Hinckley Jr. est fasciné par les armes à feu — il en achète six en deux ans — et les individus violents,,.

#### Parcours avant et après l'attentat
Le 2 octobre 1980, John Warnock Hinckley, Jr. assiste à un meeting politique du président Jimmy Carter à Dayton et arrive à l'approcher à portée de main. Hinckley a laissé ses trois revolvers dans sa valise à l'hôtel. Cinq jours plus tard, il suit le président à Nashville mais ne passe pas à l'action. Le 9 octobre, alors qu'il quitte Nashville, il est arrêté pour possession illégale de trois armes alors qu'il embarque pour un vol à destination de New York,. Il est relâché après avoir payé une amende sans être photographié ni que ses empreintes soient prises,. Le 13 octobre, quatre jours après la confiscation de ses armes, John Hinckley achète deux revolvers de calibre .22 dans une boutique de Dallas pour 47 dollars chacun,. Une semaine plus tard, il postule pour un travail de journaliste au Rocky Mountain News. En novembre, Hinckley tourne son attention vers Ronald Reagan, président nouvellement élu : il se photographie devant la Maison-Blanche, le théâtre Ford et, revolver en poche, il attend des heures devant Blair House, la résidence des invités officiels du président. Le 8 décembre, devant Blair House, il apprend la mort de son idole John Lennon.
Au début de l'année 1981, John Warnock Hinckley, Jr. retourne dans la banlieue de Denver pour travailler à mi-temps. Il vit quelques mois chez ses parents à Evergreen jusqu'à ce qu'ils le mettent à la porte. Avant de partir, John vole plusieurs pièces d'or qui lui permettent de financer sa vie de nomade. En mars, il prend une chambre équipée d'un téléphone et d'une télévision couleur dans le Golden Hours Motel de Lakewood. Il y réside seul du 8 au 23 mars. Il mange toujours seul à McDonald's. En difficulté financière, le 11 mars, il vend sa guitare et une machine à écrire pour 50 dollars à un prêteur sur gage de Denver,. Ce dernier, qui le trouve étrange, vérifie avec la police de Denver si le matériel n'a pas été volé et lui propose la moitié des 100 dollars demandés par Hinckley Jr..
Le 25 mars 1981, John Warnock Hinckley abandonne sa Plymouth Volaré blanche à proximité de la maison de ses parents dans la banlieue de Denver. Le jeune homme demande à sa mère de l'emmener à l'aéroport pour qu'il puisse aller à Los Angeles,,. Il voyage sous son propre nom. Le lendemain à 11 h, il monte à bord d'un bus Greyhound à Hollywood et choisit la ligne traversant le nord du pays. À l'arrêt de Salt Lake City, un homme entre et s'assoit à côté de lui, : cet homme se fait connaître des autorités dès le lendemain de la fusillade pour proposer son témoignage. La traversée des États-Unis en bus fait passer Hinckley par Las Vegas, Cheyenne, Chicago, Cleveland puis Pittsburgh. Il y change de bus pour arriver à Washington le 28 mars après trois jours de voyage. Dans l'après-midi, il réserve une chambre au Park Central Hotel, au croisement de la 18th et de G Street dans le quadrant Northwest de la capitale, en face des quartiers généraux du Secret Service.
Au lendemain matin, Hinckley sort prendre son petit-déjeuner à l'extérieur de l'hôtel et récupère le journal local The Washington Star avant de retourner dans sa chambre. Sa lecture s'arrête sur la page A4 du journal sur laquelle le programme de la journée de président est exposé. Il décide de passer à l'action et écrit une lettre pour Jodie Foster. Lorsque la femme de ménage entre dans sa chambre à 13 h 15, il répond et reste impassible, sans expression. Il prend une veste dans laquelle il a mis un revolver chargé dans sa poche droite et un pin's de John Lennon dans sa poche gauche, puis quitte la chambre pour se diriger vers le Washington Hilton Hotel.
Son taxi le dépose à proximité de l'hôtel Hilton. Alors qu'il marche vers le Hilton, il aperçoit une foule de journalistes et de spectateurs ; ils attendent le président qui doit arriver de la Maison-Blanche. John Hinckley les rejoint et cinq minutes plus tard, le président se présente. Il est 13 h 51,,. Reagan regarde la foule un instant et entre dans l'hôtel. Pendant le discours, Hinckley flâne dans l'accueil de l'hôtel avant de retourner à l'extérieur. Alors qu'il attend, il crie sur les journalistes qui cherchent à avoir le meilleur point de vue pour garder un bon champ de vision,. Lorsque le président sort, il se tient entre un cadreur et le mur de l'hôtel et vide le chargeur de son revolver.
Arrêté dans les secondes suivant la fusillade, Hinckley est immédiatement amené au quartier général de la police de Washington,. Gardé environ une heure dans une salle d'interrogatoire en attente de connaître quel service de police va être chargé de l'affaire, le suspect demande un avocat avant de se taire,. Charles Ruff décide de remettre l'affaire au FBI,. À 5 h 19, un convoi de dix voitures escortées par deux agents du FBI à moto dirige Hinckley vers le bureau principal du FBI à Washington.
Le 2 avril, Hinckley est envoyé à Butner en Caroline du Nord pour subir une expertise psychiatrique. Il est ensuite détenu à la base militaire du Corps des Marines de Quantico. En août, il est inculpé de 13 charges, la première, la tentative d'assassinat sur le président, lui fait encourir une peine de prison à vie. Il tente de se suicider à deux reprises pendant son emprisonnement, la première fois en mai 1981 en avalant un grand nombre de tablette de Tylenol et la deuxième fois six mois plus tard en se pendant aux barreaux de sa cellule après avoir coincé la porte de sa cellule avec une boîte de biscuits,.

#### Motivations
Dès le lendemain de l'attentat, il est révélé que le jeune homme de 25 ans est obsédé par l'actrice Jodie Foster et sa prestation dans le film Taxi Driver,. Avant de se rendre à l'hôtel pour commettre la fusillade, John Hinckley a écrit une lettre de deux pages qu'il destine à l'actrice. Il y écrit : « Je vais te prouver mon amour pour toi à travers cet acte historique », puis « il y a une possibilité certaine que je sois tué dans ma tentative d'atteindre Reagan... Je t'aime très fort »,. En outre, plusieurs photographies de Jodie Foster sont trouvées dans son portefeuille,.
Les agents fédéraux trouvent dans sa chambre d'hôtel deux enregistrements audio. Dans l'un d'entre eux, daté du 31 décembre 1980, John Hinckley se promet de faire parler de lui en 1981, année qu'il considère correspondre à la fin du monde après la mort de John Lennon : « Ma vie est foutue. Le monde est encore plus foutu. Je ne sais pas pourquoi les gens ont encore envie de vivre. John Lennon est mort. Je continue à penser à Jodie en permanence. C'est vraiment tout ce à quoi je pense, ça et la mort de John Lennon. Ils étaient comme liés avant le 8 décembre, ils étaient liés depuis l'été dernier, vraiment. John et Jodie et maintenant l'un d'entre eux est mort,,. » Ces enregistrements contiennent également deux discussions entre le suspect et Jodie Foster. Or cette dernière, qui refuse d'être associée à cette affaire, affirmait jusque-là ne jamais avoir « rencontré, parlé ou [été] associée d'une façon quelconque avec John Hinckley ». Mais la révélation par la presse de cette découverte l'oblige à reconnaître avoir eu des conversations téléphoniques avec Hinckley, mais à son corps défendant.
Pendant les quatre années précédant son passage à l'acte, Hinckley fantasme sur l'actrice Jodie Foster et non sur le personnage d'Iris. Il collectionne les photos et articles de presse la concernant. En mai 1980, il apprend dans le magazine People qu'elle va étudier à l'université Yale à la rentrée. Hinckley part vivre à New Haven à proximité du campus et harcèle l'actrice : il envoie de nombreuses lettres à sa résidence universitaire et appelle au moins à cinq reprises la chambre de son dortoir, bien que celle-ci l'éconduise chaque fois,,,. Hinckley déclare dans sa dernière lettre à l'actrice n'avoir jamais eu le courage de l'approcher et de lui parler de vive voix. L'enquête policière dévoile par ailleurs que le jeune homme a écrit à l'auteur du scénario de Taxi Driver, Paul Schrader, pour lui demander de l'aider à rencontrer Jodie Foster, mais sans recevoir de réponse. Son geste imite par ailleurs une partie du scénario du film, faisant de Hinckley un copycat.

### Victimes

#### Ronald Reagan
Unique cible de la tentative d'assassinat, le président des États-Unis Ronald Reagan est touché par la dernière balle de la fusillade. Le 4 avril 1981, le Dr Giordano écrit dans le Los Angeles Times qu'un délai de quelques minutes pour arriver à l'hôpital aurait pu lui être fatal, saluant la décision de Jerry Parr de l'emmener aux urgences avant d'arriver à la Maison-Blanche.
Au lendemain de l'opération, le 31 mars, le Dr Dennis O'Leary enlève le tube inséré dans sa gorge à 3 h du matin, lui permettant de parler pour la première fois depuis l'opération. Le président est autorisé à recevoir des visites. À 7 h 15, James Baker, Edwin Meese et Michael Deaver se présentent. En leur présence, Ronald Reagan signe une loi de soutien aux produits laitiers, nécessitant sa signature avant le 1er avril pour entrer en application à cette date. À 10 h, il reçoit tour à tour la visite de son épouse Nancy Reagan puis de ses enfants. À 12 h 16, il apprend la gravité de la blessure subie par le porte-parole de la Maison-Blanche James Brady. Il s'agit d'une information qui lui avait été cachée jusque-là pour ne pas perturber sa convalescence.
Deux jours après la fusillade, le président Reagan se met debout et marche dans la matinée. Il sort du service des soins intensifs pour une chambre privée du George Washington University Hospital et commence à retrouver une alimentation normale avec des aliments solides. La chambre comprend un petit salon où la Première dame des États-Unis peut s'installer, un vestibule avec un téléphone et des bureaux pour les assistants du président. Ses rendez-vous de la semaine sont annulés, notamment le lancer d'ouverture de la Ligue majeure de baseball 1981 à Cincinnati.

Images de l'hospitalisation du président Ronald Reagan
Quatre jours après la fusillade, le président Reagan marche avec l'aide de la Première Dame.
Le président Ronald Reagan regarde une photo à l'hôpital universitaire George Washington sur lequel le message « Get Well Soon Mr. President, Jim, Tim, and Tom » est inscrit.
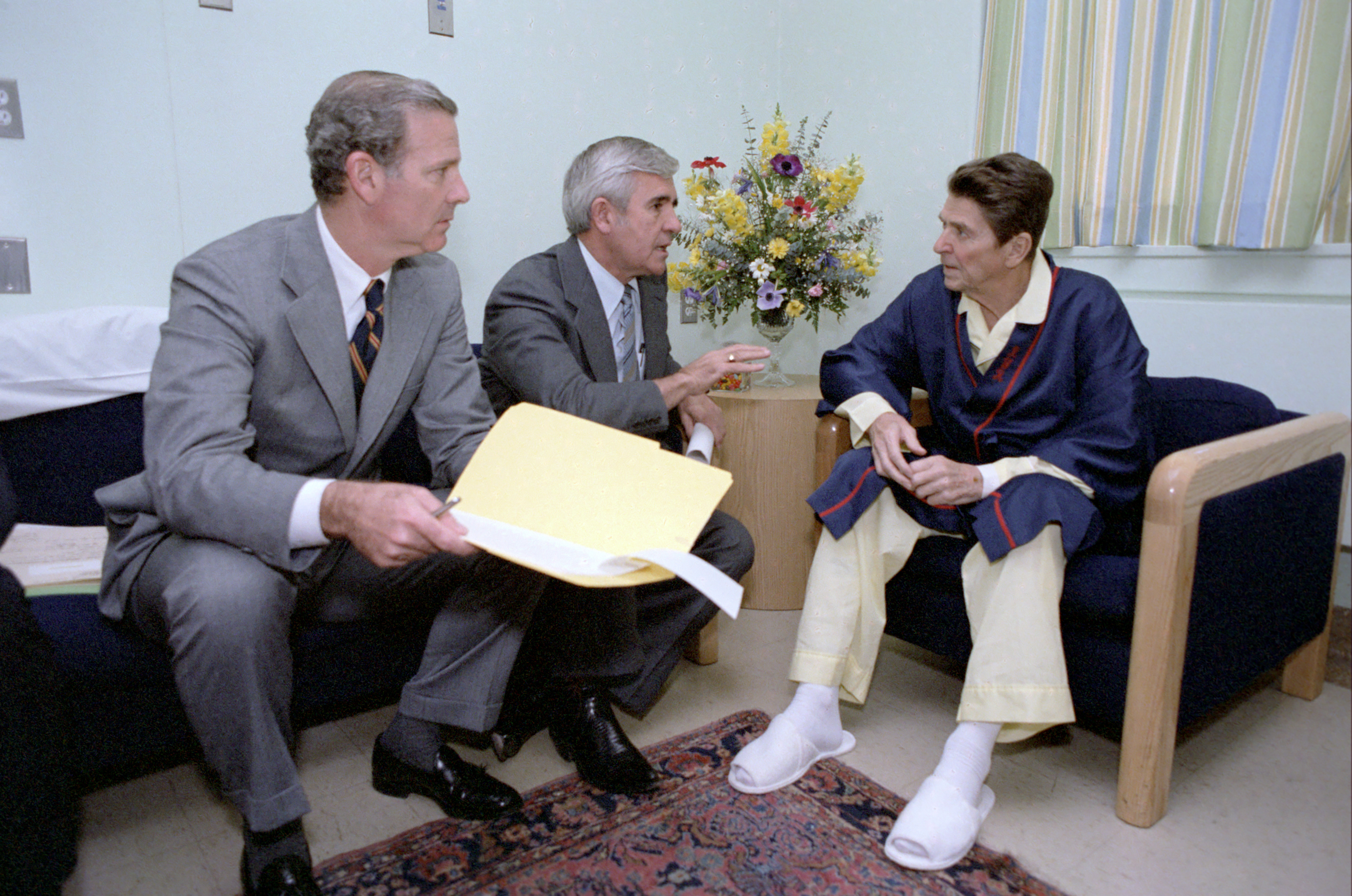
Le sénateur Paul Laxalt et le chef de cabinet de la Maison-Blanche James Baker rencontrent le président à l'hôpital.
Le 11 avril, le président sort de l'hôpital aux bras de sa femme Nancy et de sa fille Patti Davis.

Après la fusillade, sa femme Nancy note que son audition empire,. Un peu plus de deux ans après la tentative d'attentat, il s'équipe d'audioprothèses. Son fils Ron juge qu'il est plus lent, parle moins et fait moins d'effort pour se souvenir de l'identité des personnes.

#### James Brady

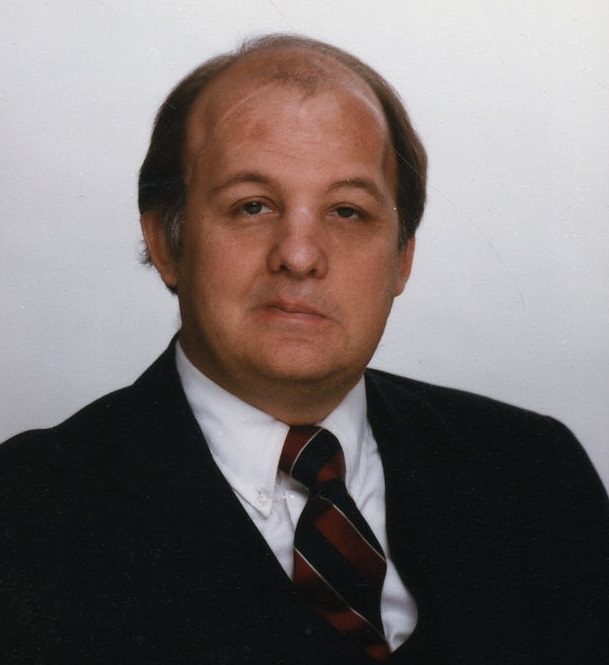
James Brady en 1986. La cicatrice consécutive à son opération à la tête est visible et lui barre le haut du front.

Âgé de 40 ans, diplômé de l'université d'Illinois, James Brady est le porte-parole de la Maison-Blanche. Il travaille pour John Bowden Connally au début de la campagne présidentielle 1980 qui propulse Ronald Reagan à la Maison-Blanche. Au cours des primaires républicaines, il rejoint la campagne de Reagan en tant que directeur des relations publiques.
James Brady est la victime la plus sévèrement touchée de la tentative d’assassinat à tel point qu'un premier rapport annonce sa mort. Il est transféré à l'hôpital universitaire George Washington où il arrive dans un état critique : il lui manque des morceaux de crâne ; la balle a traversé les deux hémisphères de son cerveau, une blessure mortelle dans neuf cas sur dix à cette époque ; ses yeux sont gonflés et fermés, sa respiration rapide et superficielle,. Son crâne gonfle mais la majorité du personnel étant présent à cette heure de la journée, il est pris en charge immédiatement par le service de traumatologie. Du thiopental, une large dose de mannitol et de stéroïdes lui sont injectés pour l'immobiliser et diminuer sa pression intracrânienne. En dix minutes, il est stabilisé et emmené pour faire des radios. Malgré toutes les injections, le cerveau de Brady continue de gonfler. Opéré le 30 mars 1981 pendant six heures et demie, il reste le lendemain dans un état critique. Le Dr Kobrine réalise une incision du haut de la tête d'une oreille à l'autre. Pendant l'opération, un grand caillot sanguin explose à travers la tête de Brady vers son lobe frontal, ce qui fait diminuer la pression dans son cerveau. Dans la nuit suivant l'opération, les médecins lui donnent 50 % de survie.
Sa femme Sarah lui rend visite après l'opération, Brady réussissant à la reconnaître et à lui serrer la main,. Deux jours après l'attentat, il arrive à bouger son bras et sa jambe gauche, ce qui éloigne la crainte d'une paralysie totale.
James Brady est resté partiellement paralysé et handicapé à vie. Il reprend son poste de porte-parole à mi-temps en novembre 1982, plus d'un an après la fusillade. Trente-trois ans plus tard, il meurt le 4 août 2014 des suites des blessures subies lors de cet attentat,.

#### Timothy McCarthy
Timothy McCarthy entre dans la police à l'exemple de son père, policier à Chicago pendant 35 ans. Il devient agent du Secret Service en 1972 au bureau de Chicago avant de rejoindre la division de protection de Washington en 1979. Alors qu'il s'interpose entre le tireur et le président, la quatrième balle tirée par John Hinckley lui transperce la poitrine : elle touche son poumon droit, lacère son foie et blesse son diaphragme,. Son état est d'abord jugé critique, mais il s'améliore rapidement dans les heures qui suivent la fusillade. L'opération pour extraire la balle de son corps ne dure qu'un peu plus d'une heure. Il sort de l'hôpital le 7 avril. Le Secret Service utilise les vidéos de son intervention pour montrer à ses nouveaux agents la procédure en cas de tentative d'assassinat du président. Il reçoit la Medal of Valor, prestigieuse récompense, aux côtés des autres agents du Secret Service Jerry Parr, Ray Shaddick et Dennis McCarthy, pour leurs actions héroïques le jour de l'attentat,.

#### Thomas Delahanty
Policier vétéran de la police de Washington D.C., Thomas Delahanty est un maître-chien dans le district du centre-ville. À la suite de la maladie de son chien, atteint de dirofilariose, Delahanty est assigné à d'autres missions de police dans la ville,. Bien qu'il vive dans le Maryland avec sa femme Jane et son chien Kirk, il accepte de faire partie de l'escorte de cette sortie présidentielle. Delahantry ne respecte pas les protocoles du Secret Service qui exigent de ne jamais tourner le dos à une foule. Comme ses collègues de la police de Washington, il n'a pas suivi les formations du Secret Service et cela lui a sûrement sauvé la vie car la balle le frappe à la nuque et non à la gorge. Sa femme Jean apprend l'incident de son mari à la télévision.
Contrairement aux trois autres victimes, Thomas Delahanty n'est pas emmené à l'hôpital universitaire George Washington mais au Washington Hospital Center. Touché à la nuque, les médecins décident dans un premier temps de laisser dans le corps la balle qu'il a reçue. Néanmoins, l'analyse balistique révèle la dangerosité et la spécificité de la balle, et il est opéré le 2 avril à 21 h pendant deux heures et demie par le docteur Howard Champion.
Nancy Reagan lui rend visite le 1er avril et le remercie d'avoir protégé son mari. Delahantry sort de l'hôpital le 11 avril. La balle logée à quelques centimètres de sa colonne vertébrale lui inflige des dégâts nerveux dans son bras gauche, l'obligeant à mettre un terme à sa carrière dans la police en novembre,.

## Réactions

### Maison-Blanche

Une réunion se tient en salle de crise de la Maison-Blanche pour gérer la situation d'urgence à la tête de l'État.

Le vingt-cinquième amendement de la Constitution des États-Unis établit les procédures en cas d'incapacité ou de décès du président des États-Unis. Toutefois, dans l'ignorance de la gravité des blessures subies par Ronald Reagan, l'administration présidentielle se trouve dans une situation inédite et les initiatives se superposent voire se contredisent. Le conseiller juridique de la Maison-Blanche Fred F. Fielding se prépare pour un transfert des pouvoirs présidentiels. Le Chef de cabinet de la Maison-Blanche, James Baker, et le conseiller du président, Edwin Meese, se rendent à l'hôpital en pensant qu'il est sorti de l'attentat indemne. Les autres membres du cabinet commencent à se réunir dans la salle de crise de la Maison-Blanche dans les minutes suivant la fusillade. Quatorze personnes participent à la réunion et celle-ci est enregistrée au vu et au su de tous,,.
Assis à la table de la réunion de crise, le conseiller de la Maison-Blanche Fred Fielding travaille sur une potentielle succession présidentielle. De son côté, le vice-président George H. W. Bush apprend l'attentat moins de huit minutes après l'événement (soit vers 14 h 35) alors qu'il se trouve à Fort Worth dans le Texas. Comme le rapport initial indique que le président est indemne, il décide de maintenir un discours qu'il doit donner à Austin à un peu plus de 250 km de là. Mais lorsque la nouvelle tombe que le président a en fait subi une blessure potentiellement mortelle, Bush est en plein vol à bord de l'avion Air Force Two. Il atterrit à 15 h 25, attend le ravitaillement en urgence de l'avion et redécolle peu après 16 h en direction de Washington.
Vers 15 h 30, Ed Meese communique l'état de santé du président, qui vient d'entrer en salle d'opération, au secrétaire à la Défense Caspar Weinberger et au conseiller à la sécurité nationale Richard Vincent Allen. Ces derniers décident d'envoyer un message aux ambassades étrangères pour les en informer. Le président (en salle d'opération) et le vice-président (dans l'avion) se trouvent chacun dans l'indisponibilité d'activer la section 3 et la section 4 du vingt-cinquième amendement. Face à cette situation, le secrétaire d'État, le général Alexander Haig, déclare en cellule de crise qu'il tient les rênes jusqu'au retour du vice-président. Ne souhaitant pas créer une dispute en ces circonstances, ses interlocuteurs ne le contredisent pas.
Une première conférence de presse télévisée est tenue par le porte-parole de la Maison-Blanche, Larry Speakes,. La journaliste de CBS Lesley Stahl lui demande qui dirige le gouvernement et Speakes indique qu'il n'est pas capable de répondre à la question,,. Ayant peur que l'Union soviétique utilise cette vacance pour envahir la République populaire de Pologne, le secrétaire d'État et général Alexander Haig prend la tribune et déclare :

« Constitutionnellement, messieurs, vous avez le président, le vice-président et le secrétaire d'État, dans cet ordre, et si le président décide de transférer les rênes au vice-président, il le fera. Dès maintenant, j'ai le contrôle ici, à la Maison-Blanche, en attendant le retour du vice-président et en étroite relation avec lui. Si quelque chose devait intervenir, je vérifierai avec lui, évidemment. »

— Alexander Haig, ,,

Le secrétaire d'État Alexander Haig prend la parole devant les journalistes.

Le secrétaire à la Défense Caspar Weinberger assiste à la déclaration d'Haig sur le téléviseur de la salle de crise lorsqu'il est alerté de la présence de deux sous-marins soviétiques à proximité des États-Unis. L'initiative d'Alexander Haig déplaît vivement au secrétaire à la Défense qui déclare en salle de crise qu'il est toujours le commandant des armées, responsable de la mise en place de lignes de communication sécurisées avec l'hôpital et qu'il ne doit répondre qu'au président,. La tension est importante dans la salle de crise, notamment par peur que les Soviétiques exploitent la situation. Caspar Weinberger demande à l'aviation de se préparer en cas d'attaque et Richard Vincent Allen ordonne que les codes de lancement nucléaire lui soient apportés par précaution.
Juste avant 17 h, le secrétaire du Trésor, Donald Regan, reçoit une note l'informant de la mort de James Brady, qu'il partage au reste de la cellule de crise. Ce n'est qu'une heure plus tard que James Baker, qui arrive dans la salle de crise, indique que Brady est en salle d'opération dans un état critique. À 19 h, soit près de quatre heures et demie après l'attentat, le vice-président George H. W. Bush entre à son tour dans la pièce et prend la direction des opérations. Après une réunion dans son bureau avec les principaux responsables de la Maison-Blanche, George Bush effectue une intervention dans la salle de conférence de presse du palais présidentiel.
Au lendemain de l'attentat, la prise de parole du général Haig est fortement critiquée dans la presse, certains l'accusant d'avoir outrepassé ses pouvoirs,. Alors que George Bush visite le Congrès des États-Unis à 11 h, il assure aux membres du Congrès que l'administration Reagan fonctionne normalement. À 13 h 15, Bush accueille le Premier ministre des Pays-Bas Dries van Agt et discute de l'Organisation du traité de l'Atlantique nord et de la situation en Pologne lors d'un déjeuner de travail.

### Autres réactions
Des journalistes de plusieurs grandes chaînes de télévision américaines couvrant en continu les déplacements du président, la couverture médiatique de l'attentat sur Ronald Reagan débute dans les minutes qui suivent la fusillade,. Entre émotions et confusions, les images de l'attentat passent en boucle tout l'après-midi sur les chaînes de télévision américaines. À 14 h 55, le journaliste de CBS News Dan Rather déclare à l'antenne que le président n'a pas été touché. Seize minutes après l'attentat, ABC News reporte qu'une balle a touché Ronald Reagan. Apprenant que le président a été transporté à l'hôpital, les journalistes s'y rendent et attendent des nouvelles des victimes. Au moins deux d'entre eux arrivent à se faufiler à l'intérieur de l'hôpital avant d'être raccompagnés vers la sortie. Des fausses nouvelles circulent rapidement. À 17 h 13, Dan Rather annonce sur CBS News la mort de Jim Brady mais, trente minutes plus tard, un porte-parole de la Maison-Blanche dément l'information,. De même, Chris Wallace de NBC News annonce que le président subit une opération à cœur ouvert. Cette information est également immédiatement démentie,. Insatisfait de la communication de la Maison-Blanche, Michael Deaver fait part de son mécontentement à James Baker et lui demande de retourner au palais présidentiel. Baker sollicite Lyn Nofziger, assistant du président et ancien porte-parole de sa campagne présidentielle, pour qu'il fournisse des informations sur la santé du président et réponde à quelques questions aux médias présents devant l'hôpital,,. Au lendemain de l'attentat, l'événement tient l'entière couverture des trois réseaux nationaux que compte la télévision aux États-Unis en 1981. Seule la situation en Pologne est assez préoccupante pour passer à la télévision le lendemain de l'attentat.
Toujours le jour de l'attentat, à 15 h 17, la plateforme New York Stock Exchange ferme les échanges boursiers, suivie une minute plus tard par l'American Stock Exchange, en raison d'une amorce de baisse des cours après 15 h. Une heure après la fusillade, l'académie des Oscars déclare que le message vidéo enregistré par le président et ancien acteur Ronald Reagan ne serait pas diffusé comme prévu. Lorsque les rapports font état des blessures subies par le président, la 53e cérémonie des Oscars, qui doit se tenir le soir même, est reportée au lendemain. Le message vidéo est finalement diffusé en ouverture de la cérémonie qui se tient le 31 mars,.
L'opinion publique est bouleversée par l'évènement. La Maison-Blanche reçoit 7 500 télégrammes et Mailgram. Les sondages d'opinion de Ronald Reagan s'améliorent après la tentative d'assassinat, passant de 63 % à 73 % de personnes satisfaites par sa gestion des affaires,.
La réaction d'une célébrité crée une polémique. En effet, après la rencontre pour la troisième place du tournoi universitaire de basket-ball organisé par la NCAA, la vedette universitaire des Tigers de LSU, Rudy Macklin, réagit ainsi à la question d'un journaliste à propos de la tentative d'assassinat : « Il ne fait pas partie de ma famille »,,. Cette réponse lui vaut de nombreux courriers et appels injurieux qui le poussent à s'excuser publiquement quelques semaines plus tard,.

## Procès
Considéré comme la plus grande affaire judiciaire depuis le scandale du Watergate, le procès de la tentative d'assassinat de Ronald Reagan débute le 27 avril 1982, soit un peu plus d'un an après l'évènement, et après la validation de preuves saisies dans la cellule du prévenu et de témoignages de policiers. Début mai, un jury composé de sept femmes et cinq hommes est sélectionné pour juger John Warnock Hinckley, Jr. après cinq jours de questionnements,,,,,. Parmi les jurés, onze sont noirs et une seule est blanche, une jeune femme possédant un diplôme en psychologie,. Le juge Barrington D. Parker rejette la demande de jury à huis clos formulée par l'accusation mais décide de conserver secret le nom des jurés. L'accusation annonce que le président Reagan ne se présentera pas à la barre pour témoigner. Dans sa déclaration liminaire, le procureur fédéral Roger M. Adelamn décrit la tentative d'assassinat comme un acte « planifié, pensé et calculé »,.
Les avocats de l'accusé optent pour une défense fondée sur les troubles mentaux en s'appuyant sur les poèmes et lettres écrits par Hinckley. D'après la jurisprudence des cours fédérales du district de Columbia, l'accusation doit prouver « la substantielle capacité [de l'accusé] d'apprécier le caractère répréhensible de sa conduite ou de conformer sa conduite aux exigences de la loi »,,. Le procès devient une lutte entre experts qui témoignent sur l'état mental de l'accusé,,. Les experts de l'accusation admettent les troubles mentaux de l'accusé mais refusent de considérer que sa capacité à différencier le réel de la fiction ait été altérée. L'accusation fait témoigner un neurologue pour indiquer que le cerveau d'Hinckley est normal puis plusieurs psychiatres qui le déclarent sain mentalement et parfaitement calme après la tentative d'assassinat,,.
Le procès soulève une polémique autour du suivi psychiatrique de l'accusé avant sa tentative d'assassinat. Seul parmi les sept psychiatres l'ayant examiné, le Dr William T. Carpenter Jr. diagnostique une schizophrénie chez John Hinckley au moment de la fusillade et la fait même remonter à 1976,. Néanmoins l'accusation soutient que Carpenter a induit l'idée et les symptômes de la schizophrénie dans l'esprit de l'accusé. De son côté, le Dr David M. Bear juge que le suivi psychiatrique d'Hinckley avant la fusillade a constitué une « calamité absolue », critiquant notamment la prescription de Valium, un tranquillisant : en effet, avant sa tentative de 1981, il apparaît que les parents de John Hickley souhaitaient envoyer leur fils dans un établissement spécialisé mais que son psychiatre, le Dr John Hopper, les en avait dissuadés. Or ce dernier, qui a suivi Hinckley pendant cinq mois, affirme à la barre ne jamais avoir observé de symptômes d'une quelconque maladie mentale. Enfin, le frère et la sœur de John Hickley déclarent devant la cour avoir souhaité au début du mois de mars 1981 que leur frère soit hospitalisé, de peur qu'il ne commette un acte terrible, mais le père de la famille avait refusé. Interrogé à son tour, celui-ci se juge responsable de la tentative d'assassinat et affirme que renvoyer son fils de la maison a été « la plus grande erreur de sa vie »,. Lors des huit semaines du procès, quatorze médecins passent à la barre. Le procès est ainsi l'occasion d'entamer un débat sur la place de la psychologie et des experts dans la justice,.
Le verdict est rendu le 22 juin 1982 : John Hinckley est déclaré non coupable de chacune des charges de l'accusation au motif d'une aliénation mentale le touchant,,,. L'accusé déclare avoir été choqué par le verdict de non-culpabilité. Le verdict du jury ne peut pas faire l'objet d'un appel du fait de la protection constitutionnelle contre la double incrimination. Hinckley est emmené au St. Elizabeths Hospital où il reste jusqu'à ce qu'il soit établi qu'il n'est plus un danger pour la société,. En additionnant les frais de l'équipe d'accusation et l'argent dépensé par le gouvernement pour assurer la sécurité de John Hinckley, le coût du procès s'élève à plus de 2 millions de dollars.
Les réactions au verdict sont nombreuses et il est vivement critiqué,,,. L'agent du Secret Service Timothy McCarthy déclare : « Bien, c'est ce que l'argent fera pour vous. Je plaiderai la folie si jamais je faisais quelque chose comme ça »,. L'avocat général du Kansas Robert Stephan y voit une « parodie de justice », et souhaite une nouvelle loi autorisant un jury à juger « coupable mais fou »,. Cette alternative est proposée dans de nombreux autres États. Le 25 juin, cinq jurés témoignent devant le Sénat des États-Unis dans le cadre de l'évolution possible de la législation : trois d'entre eux déclarent qu'ils auraient voté pour la culpabilité et la maladie mentale si le choix leur avait été proposé et tous affirment que le décès de Ronald Reagan n'aurait pas fait évoluer leur verdict. Une loi fédérale est votée en 1984 pour définir les critères d'aliénation mentale et inverser la charge de la preuve : désormais, c'est à la défense de prouver que l'accusé est fou,. Enfin, un sondage d'ABC News conduit par téléphone indique que 76 % des personnes interrogées estiment que justice n'a pas été rendue dans l'affaire Hinckley.

## Répercussions

### Tournant de la politique de Reagan

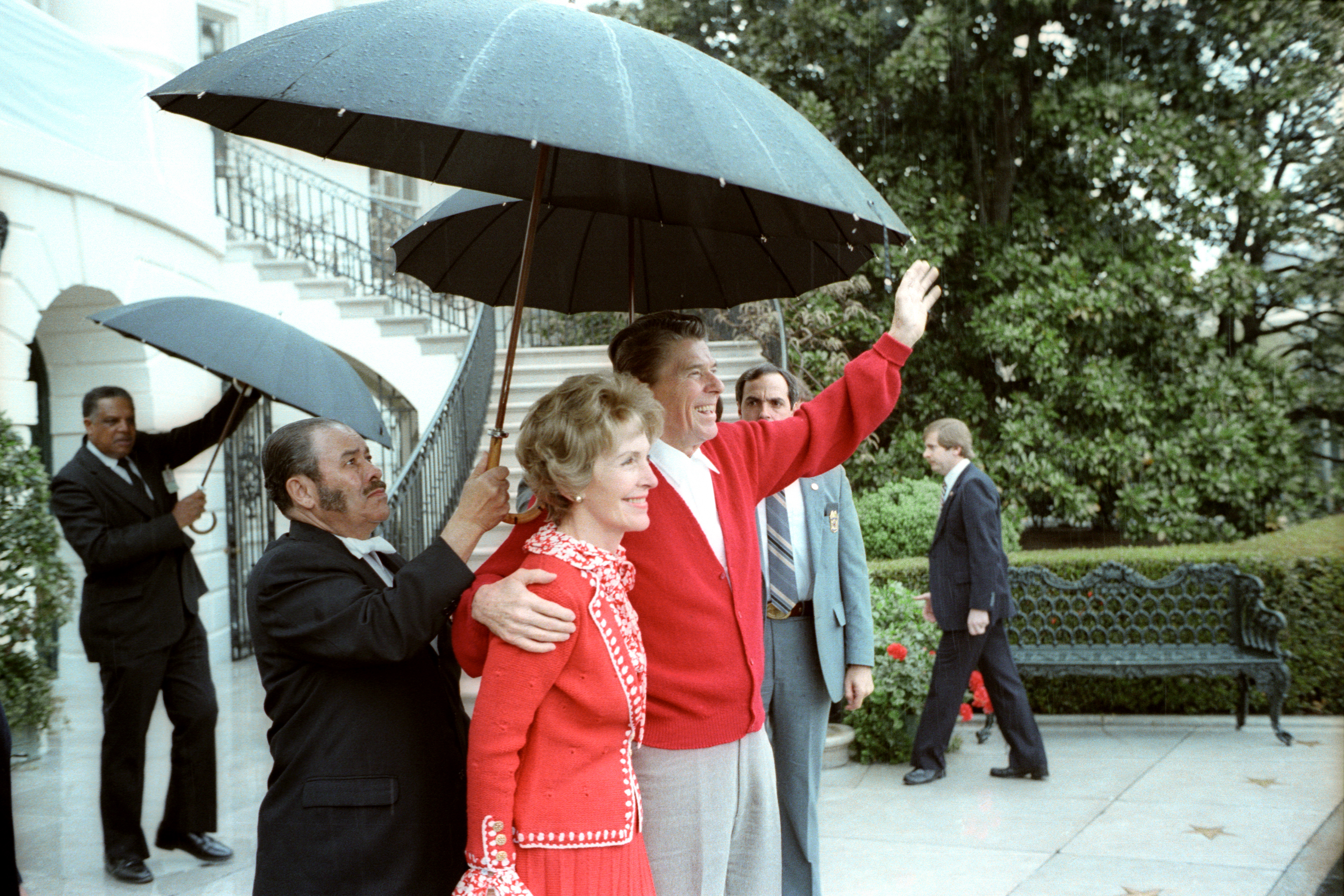
Le 11 avril, Ronald et Nancy Reagan saluent la foule pour célébrer le retour du président à la Maison-Blanche.

Le 11 avril, le président Ronald Reagan sort de l'hôpital pour retourner à la Maison-Blanche,. Lors des deux semaines suivantes, il y poursuit sa récupération. Cinq jours plus tard, il fait sa première apparition publique en se promenant autour de la roseraie suivi par des photographes. Il ne retourne travailler dans le Bureau ovale que le 24 avril, sous les félicitations des membres de son cabinet,.
Quatre jours plus tard, il se déplace au Congrès pour y donner sa première allocution publique depuis l'attentat. Il reçoit une ovation bi-partisane de plusieurs minutes. Dans son discours, il célèbre le courage des autres victimes et remercie le soutien qu'ils ont reçu ensemble,. À la fin de son intervention, les démocrates joignent les républicains dans une ovation debout, rapprochant le président de ses adversaires politiques. Reagan réussit à transformer cette tragédie en un triomphe politique,,. Le président de la Chambre des représentants des États-Unis démocrate Tip O'Neill constate son changement de statut : « Le président est devenu un héros. Nous ne pouvons pas nous disputer avec un homme aussi populaire qu'il est ».
Sa capacité en de telles circonstances à amuser ses infirmières et ses docteurs avec des histoires et des blagues étonne ceux qui en sont témoins. Son courage et son sang-froid ont un effet positif sur sa cote de popularité. Ainsi, deux jours après la tentative d'assassinat, le journaliste David Broder écrit dans The Washington Post : « ce qui est arrivé à Reagan ce lundi est ce en quoi les légendes sont faites. [...] personne ne pourra désormais le présenter comme un homme cruel, insensible ou sans cœur »,. Selon la biographe de Reagan, Lou Cannon, cette tentative d'assassinat permet à Reagan de « consolider un lien avec le peuple américain qui n'a jamais disparu. Et c'est parce qu'ils ont vu une personne authentique ce jour-là. Ils ont commencé à éprouver les mêmes sentiments pour lui qu'ils pourraient le faire pour un ami ou quelqu'un proche d'eux, pas juste un simple politicien »,.

### Restriction des armes
Au lendemain de la tentative d'assassinat de Ronald Reagan, le sénateur Strom Thurmond, l'un des plus fervents opposants au contrôle des armes à feu, se déclare en faveur du renforcement du Gun Control Act de 1968 avec l'interdiction d'importer des armes interdites en pièces détachées. En 1982, une loi est passée par le Sénat avec un amendement du sénateur Edward Moore Kennedy prévoyant un délai de deux semaines entre l'achat et la remise d'une arme qui permet aux autorités de vérifier les antécédents criminels de l'acheteur ; cet amendement est appelé « précaution Hinckley »,. Un sondage de Gallup de juin 1983 indique que la majorité de la population américaine est favorable à un contrôle plus strict des armes à feu.
Le 30 novembre 1993, le président des États-Unis Bill Clinton signe la loi Brady (dans son nom original The Brady Handgun Violence Prevention Act) qui promeut le contrôle des armes à feu pour dix ans. Le nom de cette loi porte celui de James Brady, victime collatérale de la tentative d'assassinat : la loi résulte de la bataille de son épouse, Sarah Brady, pour vérifier le passé des acheteurs d'armes aux États-Unis.

### Sécurité renforcée
Après l'attentat de mars 1981, le Secret Service mène une enquête détaillée sur l'efficacité de ses procédures le jour de la tentative d'assassinat. Ainsi, celles-ci sont renforcées et d'autres sont créées en vue de mieux encadrer les déplacements du président.
En amont des déplacements, comme il ressort de l'enquête que John Hinckley a eu connaissance de l'agenda du président dans un journal local, la Maison-Blanche décide d'arrêter de publier quotidiennement cette information dans la presse. De plus, l'entraînement des membres de la protection du président est renforcé et s'établit à deux semaines de formation toutes les huit semaines.
Plusieurs décisions sont prises concernant les déplacements en eux-mêmes : l'usage de détecteurs de métaux devient systématique afin de fouiller plus efficacement ceux qui vont se tenir à proximité du président, ; les périmètres de sécurité sont étendus ; des tentes sont désormais fréquemment utilisées pour protéger les entrées et sorties des immeubles. Les sorties du président sont limitées, notamment celles à l'église le dimanche.
Enfin, au cas où le président serait blessé, le Secret Service modifie les procédures décisionnelles, améliore celles pour protéger le président à l'hôpital et en engage de nouvelles pour assurer la protection du vice-président.
En novembre 1981, le directeur du Secret Service Stuart Knight, qui quitte son poste après huit années à la tête de l'agence, reconnaît que le danger restera toujours présent pour le président quelles que soient les précautions prises : il indique ainsi par exemple que la vitesse des déplacements des individus dans le pays constitue une nouvelle difficulté pour la mission de protection du président.

### Dans la culture populaire
Le journaliste de l'Associated Press Ronald Edmonds reçoit le prix Pulitzer de la photographie d'actualité en 1982 pour sa couverture de la tentative d'assassinat de Ronald Reagan,. Pour son article The Saving of Mr. President publié dans le Washingtonian, suivant l'évolution minute par minute du sauvetage de la vie du président en août 1981, John Pekkanen reçoit le National Magazine Award 1982 du meilleur reportage de l'année.
La bibliothèque présidentielle Ronald Reagan ouvre en novembre 1991 et une place y est réservée à la tentative d'assassinat. En 2011, le musée de la bibliothèque diffuse des vidéos de l'incident et expose la veste portée par le président lors de la fusillade. En 2012, la limousine qui a emmené Ronald Reagan à l'hôpital est exposée au musée Henry-Ford de Dearborn dans le Michigan. Néanmoins, l'impact de la balle sur la voiture a été réparé après la fusillade. Cette même année, un site d'enchère britannique propose une fiole de sang du président Reagan drainé lors de son opération,. Alors que les mises s'élèvent à 30 000 dollars, l'entreprise annule l'enchère à la suite des menaces de procès de la fondation Reagan,.
En décembre 2001, Showtime diffuse un téléfilm réalisé par Cyrus Nowrasteh et co-produit par Oliver Stone intitulé The Day Reagan Was Shot,. Le film est acclamé par la presse malgré ses incohérences avec les faits,,. En 2016, trois ans après la diffusion d'un premier documentaire intitulé Shooting of Ronald Reagan, la chaîne de télévision National Geographic Channel produit et diffuse un téléfilm documentaire sur la tentative d'assassinat de Ronald Reagan. Le président y est interprété par l'acteur Tim Matheson.
L'hôpital universitaire George Washington, qui a accueilli le président Reagan en 1981, a été détruit en 2003. Le nouvel hôpital, achevé l'année précédente, se tient juste à côté : son service des urgences porte le nom de Ronald Reagan.

### Citations originales
1. ↑  (en) « I looked up at the presidential box above the stage where Abe Lincoln had been sitting the night he was shot and felt a curious sensation ... I thought that even with all the Secret Service protection we now had, it was probably still possible for someone who had enough determination to get close enough to the president to shoot him »
2. ↑  (en) « Our destiny is not our fate. It is our choice. And I'm asking you as I ask all Americans, in these months of decision, please join me as we take this new path. You and your forebears built our nation. Now, please help us rebuild it, and together we'll make America great again ».
3. ↑  (en) « I am hit! »
4. ↑  (en) « You are fuckin' lucky that's the only damned thing that is broken! »
5. ↑  (en) « Honey, I forgot to duck. »
6. ↑  (en) « Please tell me you're Republicans ».
7. ↑  (en) « Mr. President, today we are all Republicans. »
8. ↑  (en) « If I'd had the much attention in Hollywood, I'd have stayed there. »
9. ↑  (en) « I will prove my love for you through a historic act. »
10. ↑  (en) « there is a definite possibility that I will be killed in my attempt to get Reagan... I love you very much. »
11. ↑  (en) « My life is screwed up. The world is even more screwed up. I don't know why people want to live. John Lennon is dead. I still think about Jodie all the time. That's all I think about really, that and John Lennon's death. They were sort of binded together before Dec. 8, they been binded together since last summer, really. John and Jodie and now one of 'em's dead. »
12. ↑  (en) « Constitutionally, gentlemen, you have the president, the vice president and the secretary of state, in that order, and should the president decide he wants to transfer the helm to the vice president, he will do so. As of now, I am in control here, in the White House, pending the return of the vice president and in close touch with him. If something came up, I would check with him, of course ».
13. ↑  (en) « he's no kin of mine ».
14. ↑  (en) « This was not a random or thoughtless act, but was planned, thought out, calculated »
15. ↑  (en) « substantial capacity to appreciate the wrongfulness of his conduct or to conform his conduct to the requirements of the law. »
16. ↑  (en) « absolute calamity ».
17. ↑  (en) « the greatest mistake of my life. »
18. ↑  (en) « Well, that's what money will do for you. I'll plead insanity too if I ever do anything like that. »
19. ↑  (en) « A travesty of justice »
20. ↑  (en) « guilty but insane »
21. ↑  (en) « The President has become a hero. We can't argue with a man as popular as he is. »[132]
22. ↑  (en) « what happened to Reagan on Monday is the stuff of which legends are made. [...] no critic will be able to portray Reagan as a cruel or callous or heartless man »
23. ↑  (en) « cemented a bond with the Americans people that never dissolved. And that's because they saw a genuine person that day. They began to feel for him the way they would feel for a friend or someone close to them, not just some politician »
24. ↑  (en) « Hinckley precaution ».